# Ristorante a tema

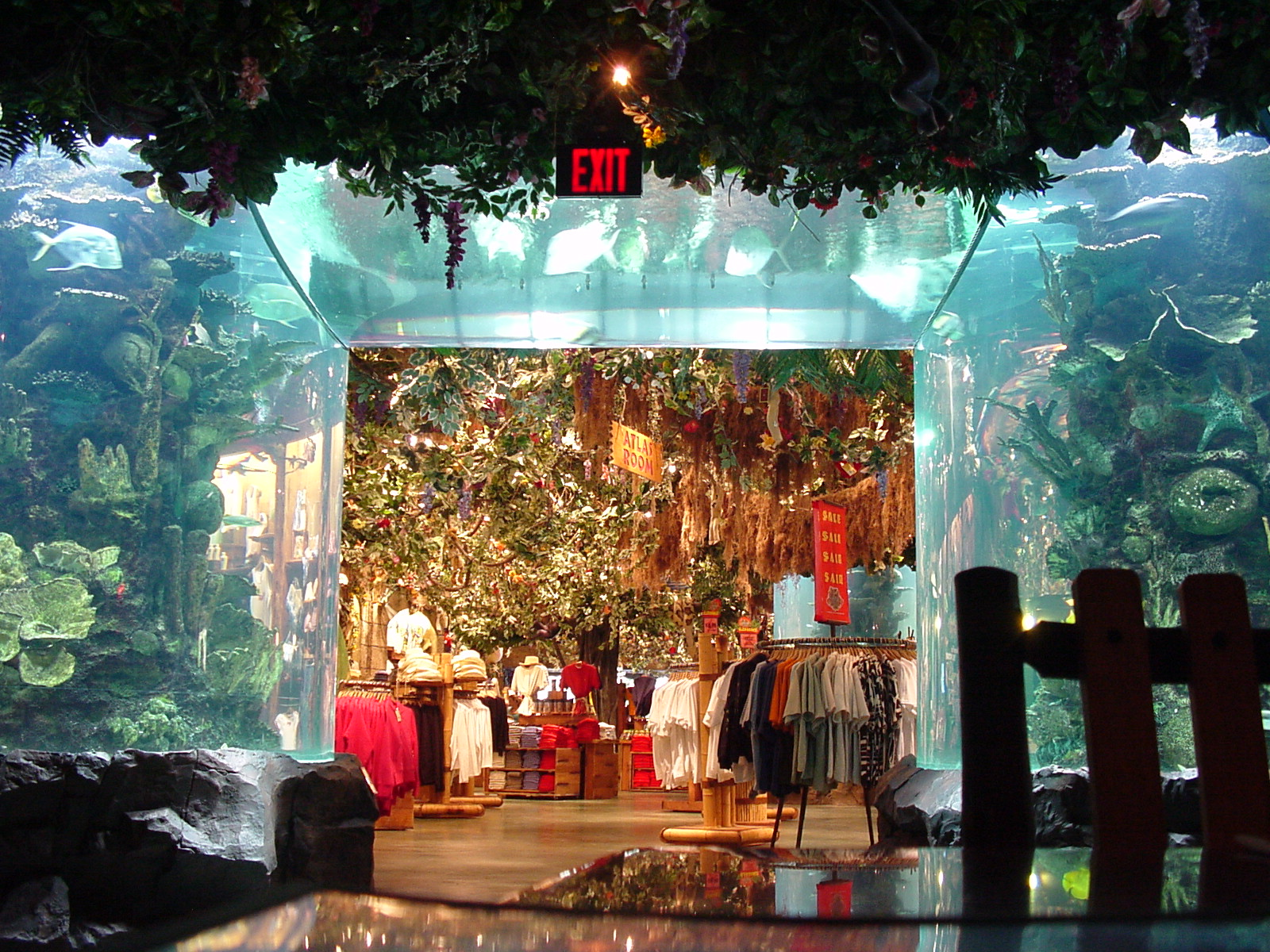
Il Rainforest Cafe, un ristorante a tema jungle nel Disney's Animal Kingdom.

Nel ristorante a tema, i vari aspetti della ristorazione sono tutti caratterizzati da un'idea o una certa suggestione per offrire al cliente un'esperienza particolare. Questi ristoranti hanno appunto un qualche tema che si declina nell'architettura, nelle scelte di arredamento, a volte persino nel ricorso a effetti speciali o a tecniche scenografiche per creare ambienti, spesso esotici, non strettamente correlati alla ristorazione. Il tema può essere ulteriormente esteso attraverso la denominazione e le scelte del cibo, anche se il cibo è di solito l'aspetto meno importante.

## Classificazione
Anche se la maggior parte dei ristoranti persegue comunque un "tema", per via dell'origine e del tipo di cibo servito, o di un arredamento peculiare e suggestivo, o ancora per via dell'ubicazione esclusiva, non tutti possono essere considerati ristoranti tematici. Più che per il cibo offerto, il ristorante a tema attrae clienti con la promessa di un'esperienza unica. 
Ad esempio, i ristoranti della catena Old Wild West, nonostante abbiano stili distinti e coerenti, e un menù ben definito, non sono generalmente considerati ristoranti a tema, poiché attirano principalmente i clienti per il cibo servito. 
Anche se il cibo è solo una parte dell'esperienza offerta, è spesso utilizzato per corroborare il tema. Ad esempio, i tiki bar trasmettono spesso surf music e arredano il locale con tavole da surf, ma offrono anche cocktail nelle tipiche tazze con le fattezze di maschere Maori. Alcuni di loro basano addirittura il menù su suggestioni polinesiane. 
Anche laddove viene scelto un menù classico per appetire a un pubblico più ampio, le pietanze offerte possono avere un nome originale che richiami il tema. Ad esempio, il Planet Hollywood di Londra offre cocktail il cui nome deriva da film famosi.